# Gymnázium Jiřího Ortena
Gymnázium Jiřího Ortena je všeobecné gymnázium, sídlící ve středočeském městě Kutná Hora.

## Historie
Prvopočátky gymnaziálního vzdělávání lze v Kutné Hoře vysledovat až do 16. století a pozdější existence jezuitského gymnázia.
Po jeho zrušení bylo nahrazenou c.k. hlavní školou, sídlící v historické budově Hrádku.
Roku 1857 vznikla vyšší reálná škola šestitřídní – předchůdce dnešního gymnázia. Stávající umístění školy na Hrádku již nebylo vyhovující a pro potřeby školy byla postavena nová budova na Komenského náměstí.
V tomto období, za působení ředitele Josefa Webera, byla do výuky zavedena čeština a nahradila doposud používanou němčinu.
S dalším růstem školy městu stoupaly náklady a stávaly se neúnosnými. Proto v roce 1874 přešla škola ze správy města pod kontrolu státu a podléhala c.k. zemské školní radě a zemskému školnímu inspektorovi.
S dalším rozšiřováním školy vznikly problémy s nedostatečnou kapacitou tříd. Proto se roku 1894 vedení školy obrátilo na kutnohorskou městskou radu s žádostí o rozšíření stávající, nebo výstavbu nové budovy školy.
Městská rada v čele se starostou Janem Macháčkem se rozhodla pro stavbu nového sídla a v letech 1898–1900 byla podle plánů arch. Otakara Materny naproti chrámu sv. Barbory postavena nová budova gymnázia.
Dne 19. září 1900 byla budova slavnostně vysvěcena. Celkové náklady na stavbu se vyšplhaly na 464.993 Korun 63 haléřů. Gymnázium budovu využívalo až do roku 1997 a nyní slouží jako budova základní školy.

### První světová válka
Do běhu školní výuky zasáhla první světová válka v říjnu 1914, kdy byla budova gymnázia obsazena vojsky Rakouska-Uherska a byli zde nejprve umístěni noví vojenští rekruti a později zde byla zřízena vojenská nemocnice.
Vedení školy přesto výuku nezrušilo a začalo hledat náhradní místo pro výuku. Studenti nakonec nalezli útočiště v budově Dívčí a obecné školy ve Vlašském dvoře, kde výuka v omezených podmínkách pokračovala (vyučovací hodina trvala 45 minut a výuka probíhala od 8 hodin ráno do 12:30 odpoledne) .
V roce 1915 císařská armáda budovu gymnázia opustila a vrátila ji vedení školy. Výuka tedy mohla pokračovat v původních prostorách, přesto byla uzpůsobena probíhajícímu válečnému konfliktu.
Do osnov byl zaveden předmět „Příprava k vojenské výchově“. V roce 1915 byl poprvé od zabrání kasáren vojskem znovu vyučován tělocvik, avšak pouze v němčině. Ostatní předměty byly taktéž využity k popularizaci císařské rodiny: v hodinách stylistiky například studenti zpracovávali životopisy členů císařské rodiny, často se zpívala rakouská hymna. Cenzura byla na vzestupu a v průběhu roku 1915 mizely české noviny, provedena byla revize gymnazijní knihovny a škola obdržela nové učebnice.

### Meziválečné období
Po vyřešení počátečních poválečních potíží (např. nedostatek uhlí ve školním roce 1919–1920, nebo oprava topení) byla výuka obnovena. Největší poválečný problém představovalo nedostatečné personální obsazení profesorského sboru. Během války nedocházelo ke jmenování středoškolských profesorů, během následujících let byl profesorský sbor doplněn. Následující poválečná léta probíhala relativně klidně, do osnov byl přidán anglický jazyk a žáci se povinně učili německy. Nejvýznamnějšími událostmi byly patrně návštěvy prezidenta ČSR T.G. Masaryka a ministra zahraničních věcí Dr. Edvarda Beneše v letech 1922 a 1924.

### Druhá světová válka
Dosavadní úspěšný vývoj gymnázia byl přerušen obsazením Československa a vznikem Protektorátu Čechy a Morava. Budova gymnázia byla opět zabrána vojskem a to již v listopadu 1939. Vedení školy muselo hledat náhradní prostory pro výuku. Ta probíhala v klášteře voršilek a později v obchodní škole a v Lindnerově učitelském ústavu. Výuka musela probíhat s nedostačujícími pomůckami; obě školní knihovny musely zůstat zapečetěny. Studenti si učebnice půjčovali v městské knihovně. Nábytek musel být ponechán k dispozici armádě.
Došlo i ke změně v osnovách vyučovaných předmětů. Nejvíce byly zasaženy předměty jako český jazyk a dějepis. Svátky jako byl 28. říjen už nadále nebyly volnými dny a naopak byly slaveny dny vzniku Protektorátu a studenti museli projevovat úctu symbolům Třetí říše.
V roce 1941 sice německá armáda budovu školy uvolnila a výuka mohla v poničených učebnách pokračovat, v únoru 1943 však došlo k opětovnému záboru školy. Budova školy prošla mohutnou přestavbou a zbývající sbírky byly odvezeny. Učitelé se studenty museli znovu stěhovat. Nakonec se usídlili v budově průmyslové školy. Když došlo k zabrání i průmyslové školy, byl archív školy přestěhován do Vlašského dvora. Po Velikonocích pak výuka začala v nové sokolovně, v hostinci „Kotor“ a v Řemeslnické besedě. Vyučovalo se dopoledne i odpoledne.
V roce 1944 nebyl otevřen VIII.ročník, podle nařízení protektorátního MŠ byli studenti z bývalého VII. ročníku posláni do Technische Nothilfe, na kopání zákopů proti postupující frontě či ke vzdušné obraně-Luftschutz., studentky pak pracovaly v místních průmyslových podnicích.
V roce 1945 sice německé oddíly budovu školy opustily, ale její místo zabrala Rudá armáda. Po jejím odchodu zbývalo z vybavení školy jen málo. Veškeré vybavení kabinetů bylo zničeno, stejně jako nábytek.
V koncentračních táborech zemřelo a bylo umučeno I2 studentů, jeden padl v bojích na Slovensku.

### Poválečná léta do současnosti
Po konci války ve škole zavládla uvolněná nálada a radost z konce války. Opět se ke slovu dostaly studentské a společenské spolky. Bylo jasné že budova školy potřebuje nutnou a nákladnou rekonstrukci. Následky únoru 1948 se ve školy neprojevily hned. Vznikaly akční výbory a výuka se soustřeďovala na vyzdvihování role Sovětského svazu. Zaznamenány jsou konflikty studentů s vedením.
Studenti si především stěžovali na povinnou výuku ruštiny a vyzdvihování SSSR jako jediného osvoboditele. Tyto prohřešky byly řešeny velmi tolerantně a nikdy neohrozily budoucnost studentů.
V roce 1953 zasáhla gymnázium reforma českého školského systému, kdy po vzoru sovětských škol bylo základní a všeobecné střední vzdělání spojeno a vznikla jedenáctiletá střední škola. Tento model se však udržel pouze deset let.
Podle nového školského zákona z roku 1960 vznikaly rozdělením dosavadních středních škol základní devítileté a tříleté střední všeobecně vzdělávací školy (SVVŠ). Ty se ale koncem 60. let zase změnily v čtyřletá gymnázia. Při rozdělení na dvě školy nedopadla kutnohorská SVVŠ dobře, neboť její budova připadla městu.
Od školního roku 1967–1968 škola sama počala vydávat Výroční zprávy, které vydává dodnes. V letech 1972 až 1975 se jejími součástmi staly i almanachy studentských prací vzniklých v literárním semináři i v přírodovědných předmětech.
Neustálým a stále se zvětšujícím problémem byl nedostatek prostor ve školní budově, kde se tísnilo gymnázium spolu se ZŠ Žižkov. Do roku 1989 se tento stav nepodařilo vyřešit. Období první poloviny 90. let bylo ve znamení velkých změn ve výuce. Pozornost se od té doby více zaměřuje na výuku cicích jazyků, často jsou zváni do výuky zahraniční lektoři. Od 1. ledna 1992 získala škola právní subjektivitu. Začaly se pořádat zahraniční studentské výměnné pobyty, škola vydává svůj vlastní časopis, má vlastní divadelní soubor, galerii a knihovnu. V roce 1994 došlo na vyřešení problému s nevyhovujícími prostory školy – byl schválen návrh na výstavbu nové budovy v Jaselské ulici. Od 1. září 1997 zde probíhá pravidelná výuka.

## Galerie

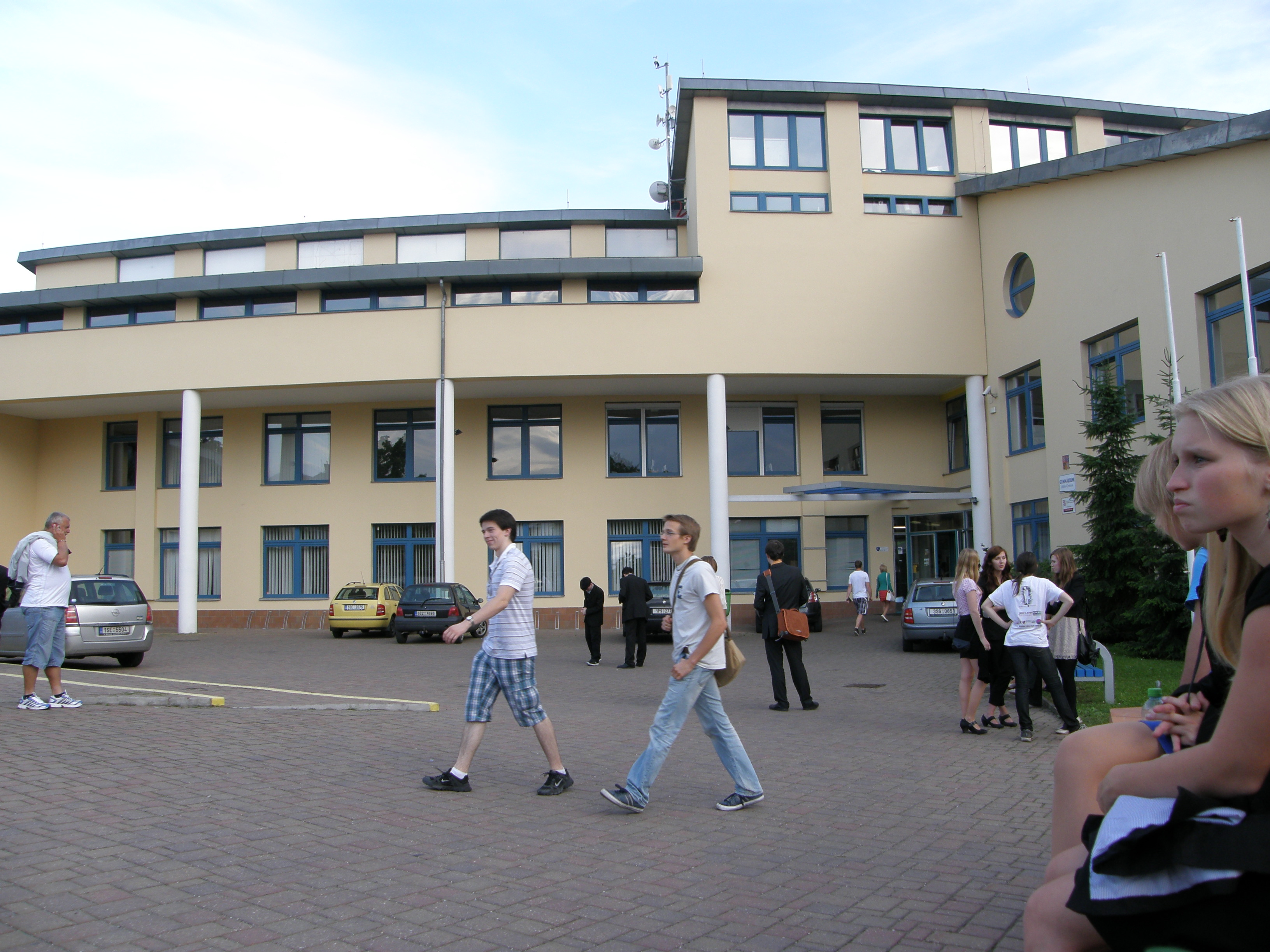
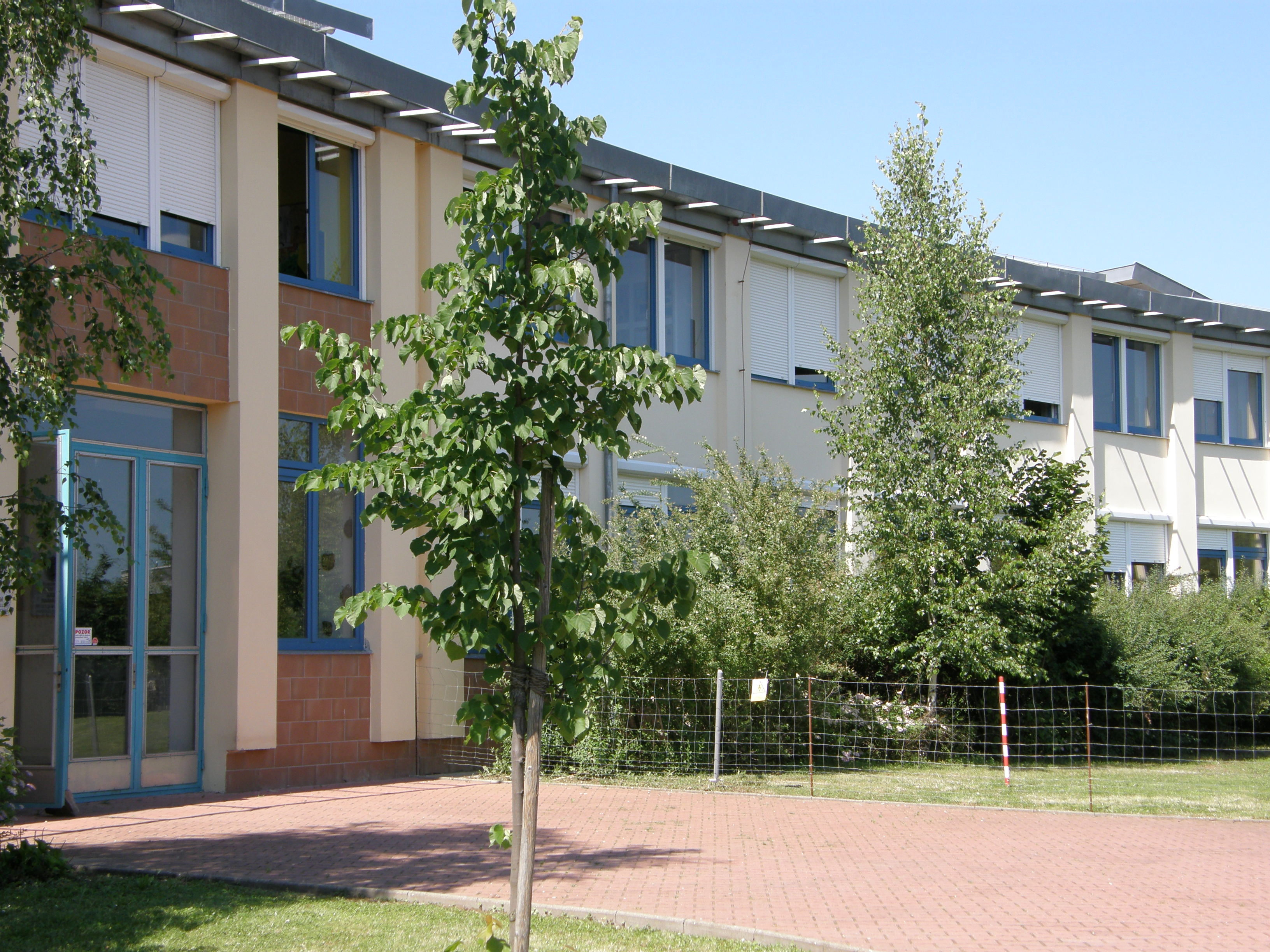
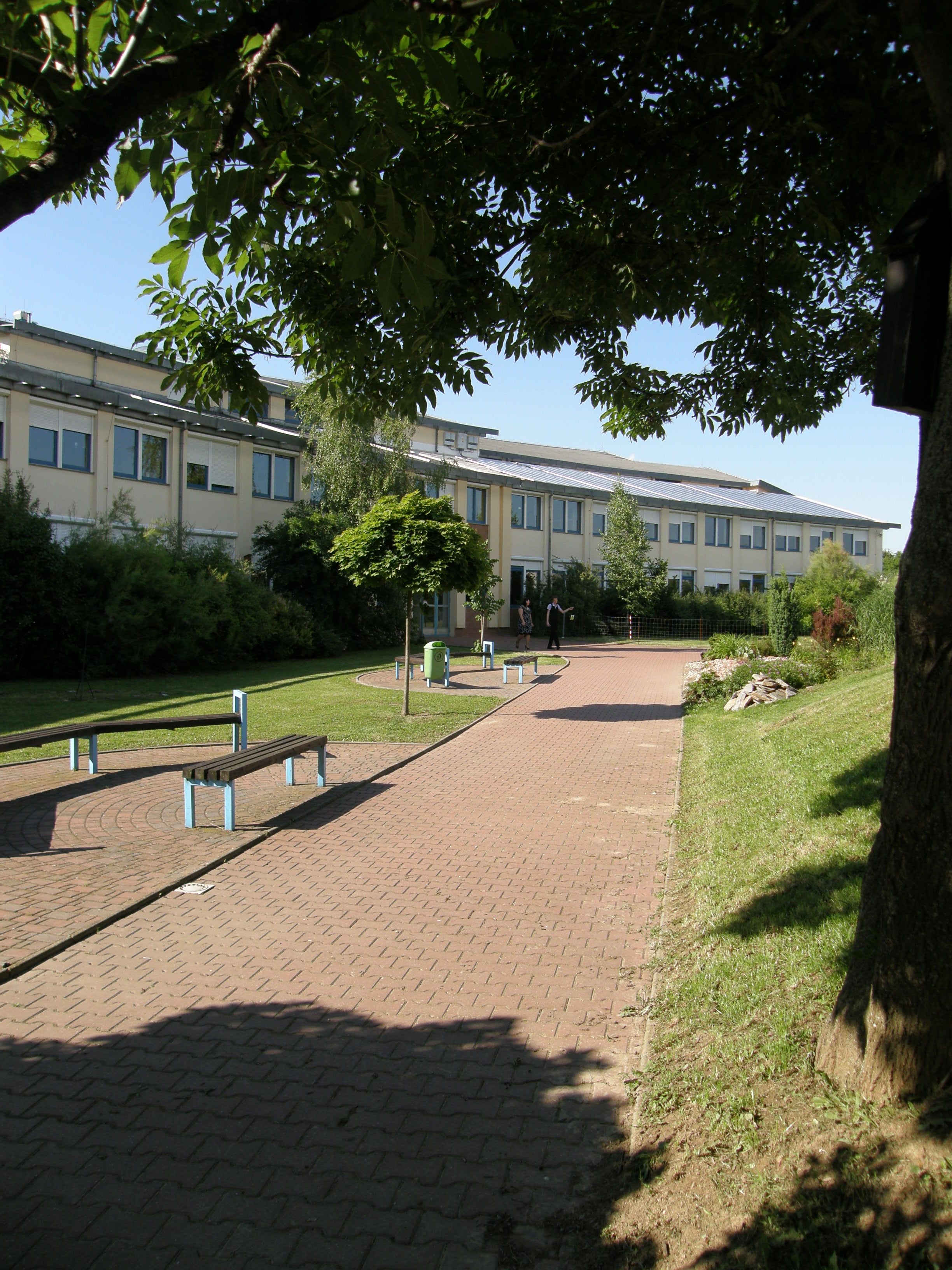
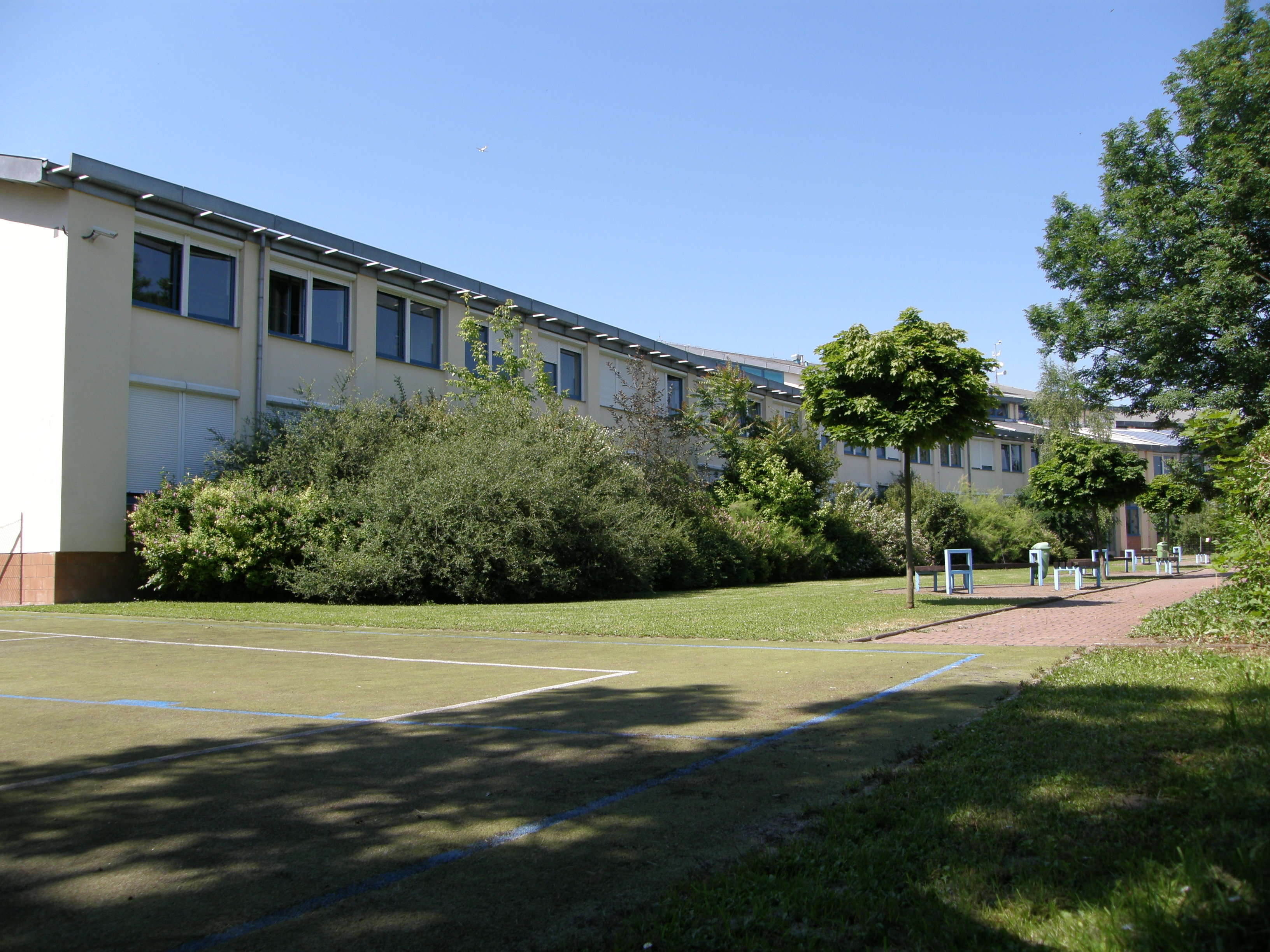
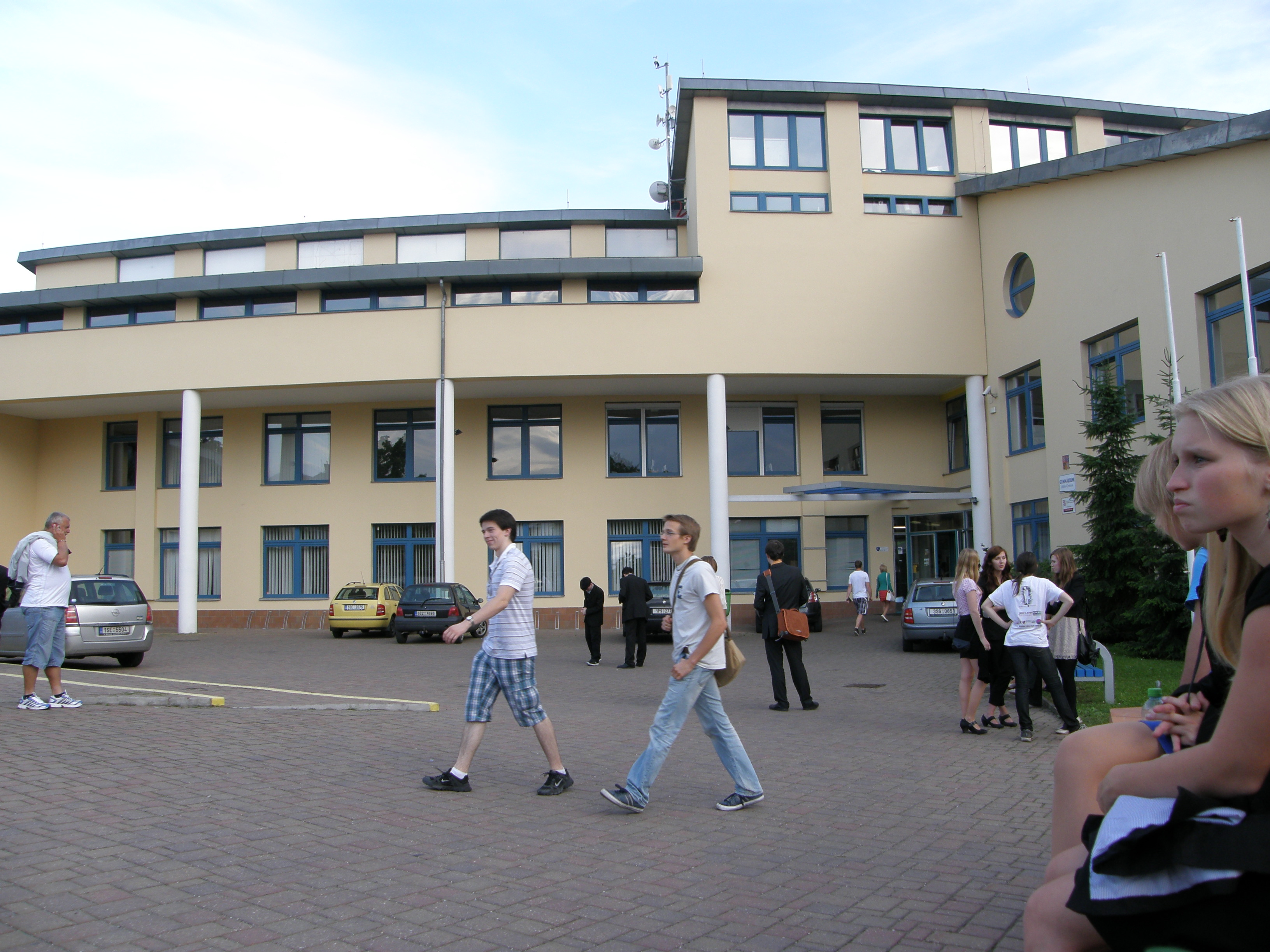
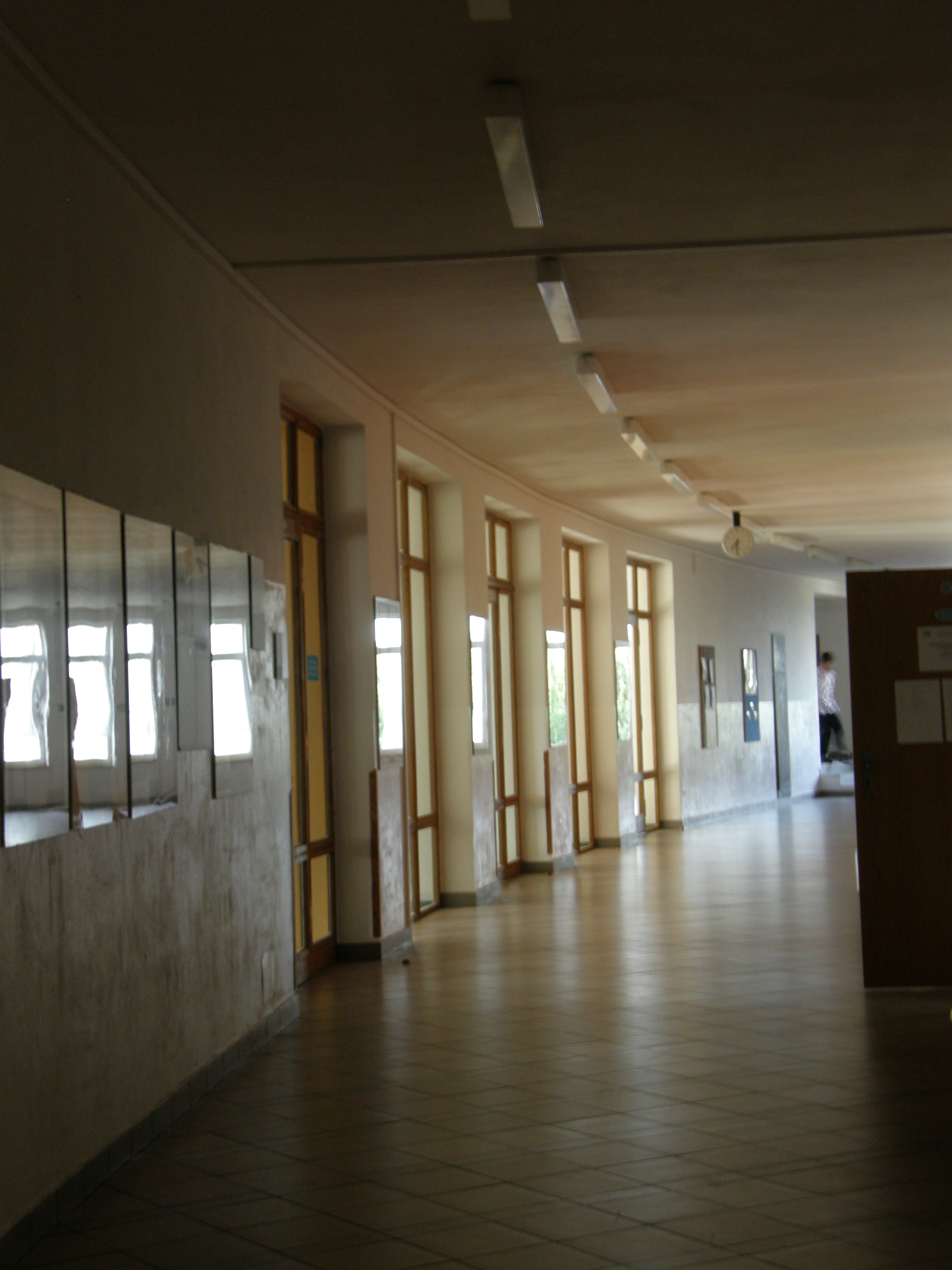
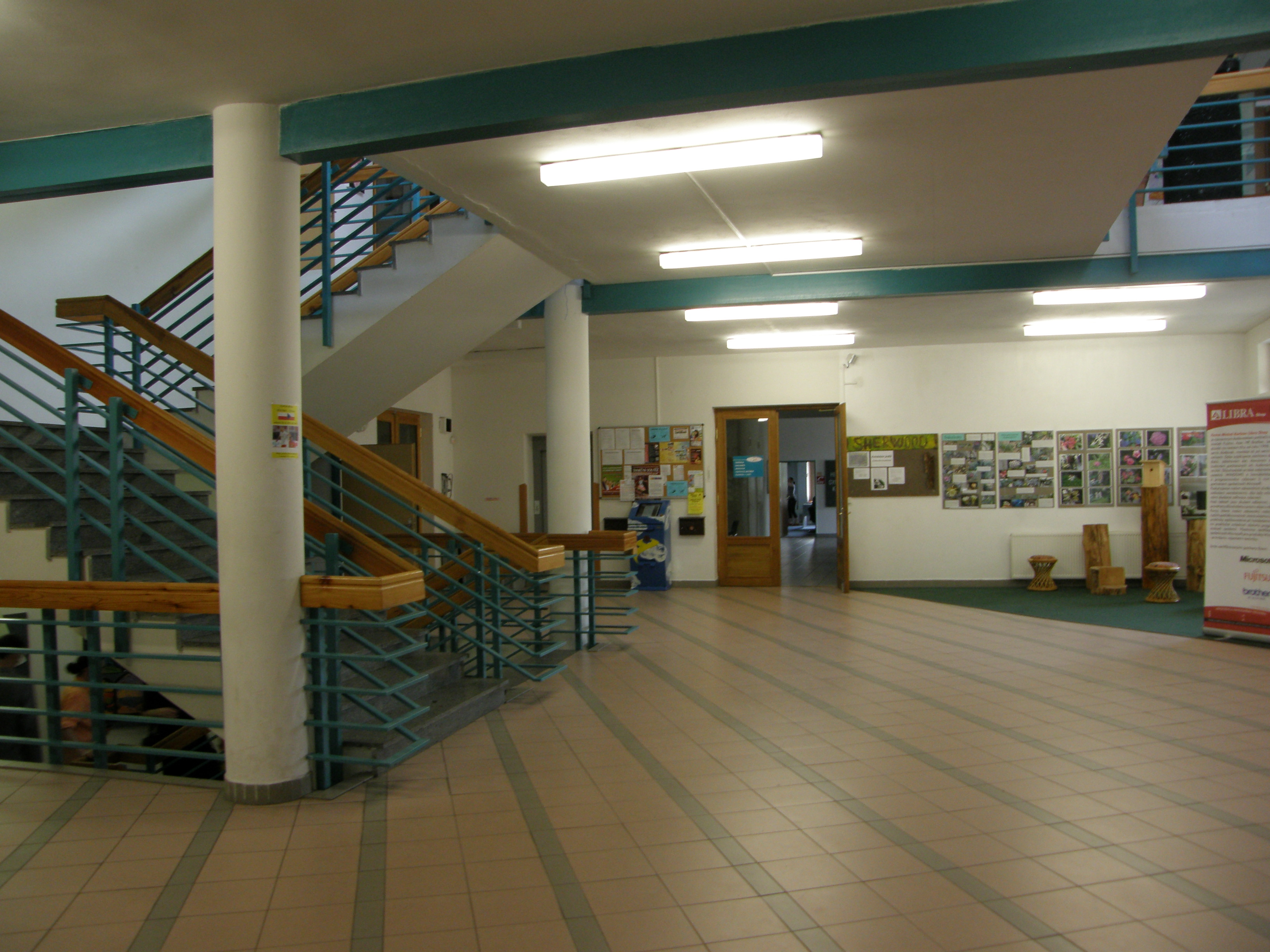
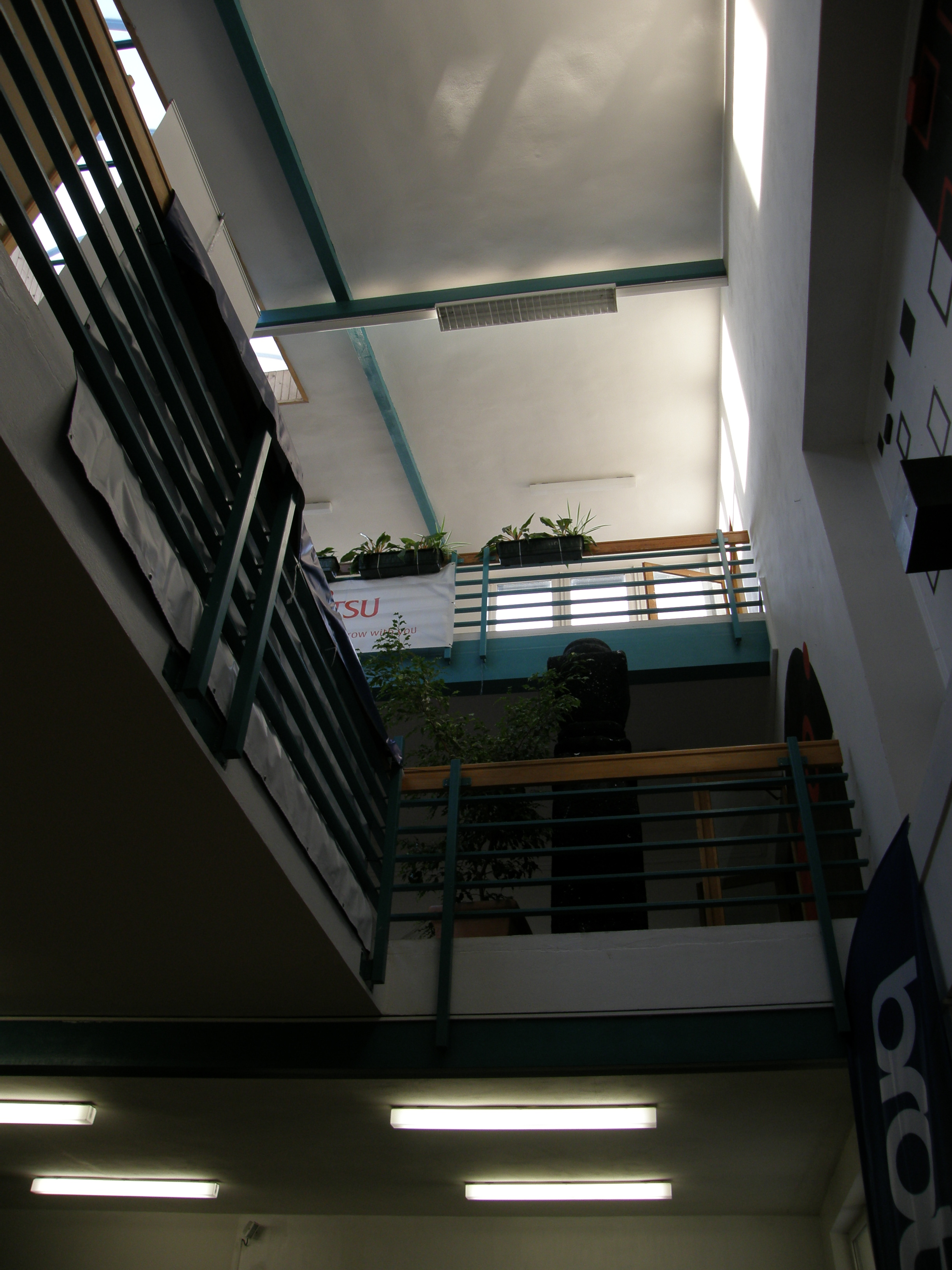
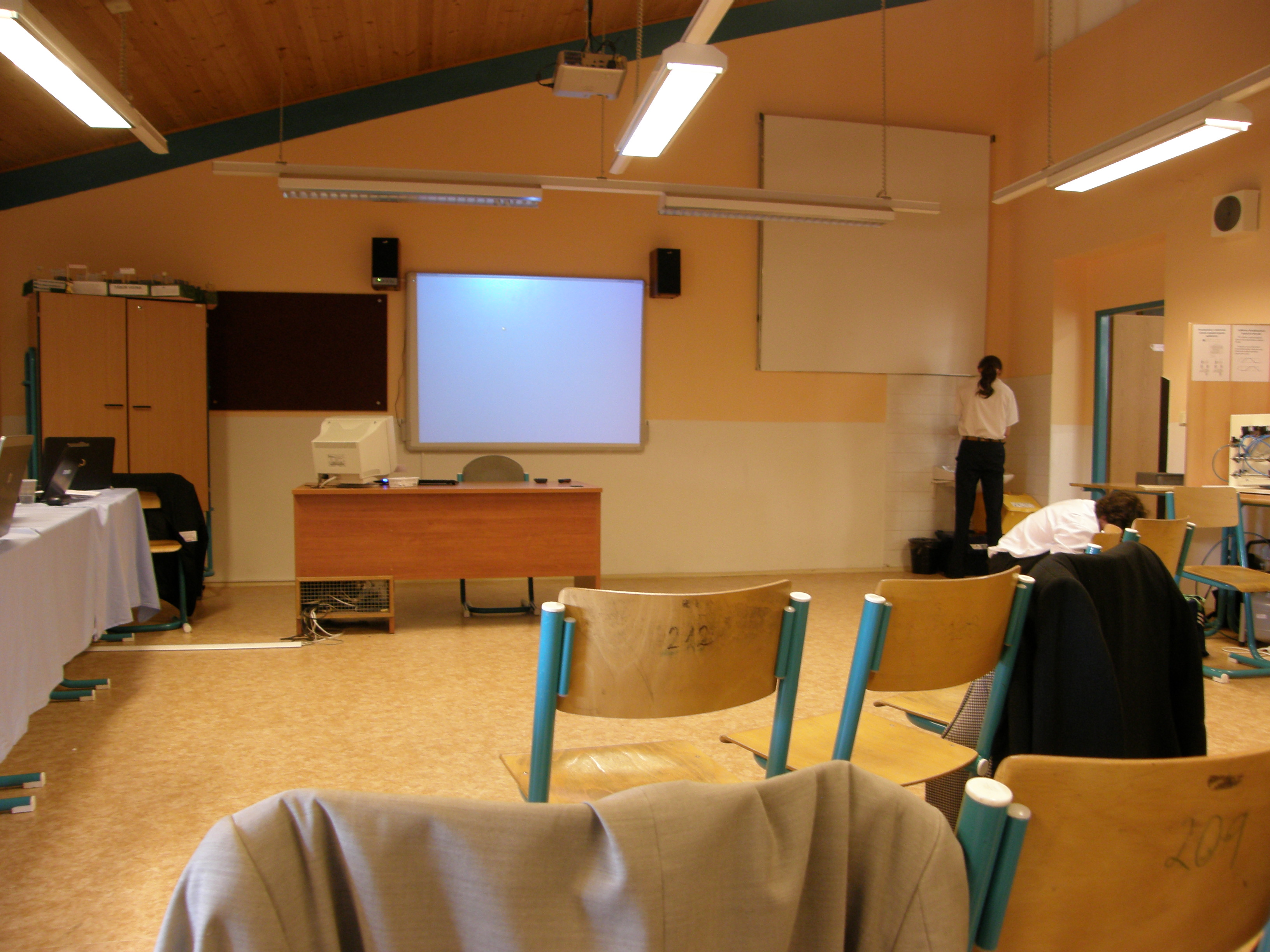